# Comuna Vîdranîțea, Ratne
Vîdranîțea (în ucraineană Видраниця) este o comună în raionul Ratne, regiunea Volînia, Ucraina, formată din satele Vîdranîțea (reședința), Zadolîna și Zaivanove.

## Demografie
Componența lingvistică a satului Vîdranîțea
     Ucraineană (99,58%)
     Alte limbi (0,42%)
Conform recensământului din 2001, majoritatea populației satului Vîdranîțea era vorbitoare de ucraineană (99,58%), existând în minoritate și vorbitori de alte limbi.